# Dynastie des Ming du Sud
1644–1662
Entités précédentes :
- Dynastie Ming

Entités suivantes :
- Dynastie Qing

La dynastie des Ming du Sud (chinois : 南明 ; pinyin : nán míng) se réfère aux régimes loyalistes Ming qui ont existé dans le sud de la Chine de 1644 à 1662 après l'effondrement de la dynastie Ming et la prise de Pékin par les armées du rebelle Li Zicheng, puis par les forces de la dynastie mandchoue Qing.
Le 24 avril 1644, des soldats rebelles de Li Zicheng, de la dynastie Shun récemment proclamée, percent des brèches dans les murs de Pékin. L'empereur Chongzhen se suicide le lendemain pour éviter une humiliation. Le reste de la famille impériale et ses ministres se réfugient alors dans la partie sud de la Chine autour de Nanjing, la capitale Ming auxiliaire, au sud du fleuve Yangzi. La Chine est alors découpée en quatre parties :
- la dynastie Shun dirigée par Li Zicheng, au nord de la rivière Huai ;
- la dynastie Xi (zh) (chinois : 大西, Grand Xi) dirigée par Zhang Xianzhong, autour du Sichuan ;
- la dynastie Qing au nord-est, au-delà de Shanhaiguan, fédérant une grande partie des tribus mongoles ;
- et la dynastie Ming, au sud de la rivière Huai.

Zhu Youlang, dernier prétendant au trône Ming, est capturé par le général Wu Sangui et exécuté en 1662.